# Dominique Tonnerre
Dominique Tonnerre, née le 23 mai 1974 à Lorient, est une ancienne joueuse de basket-ball française. Elle a été championne d'Europe en 2001.

## Biographie
Elle a participé en tant que candidate à l'émission télévisée Fort Boyard dans l'épisode diffusé le 31 août 2002.

## Club
- 1997-1999 :  Rennes
- 1999-2000 :  USO Mondeville
- 2000-2003 :  Tarbes Gespe Bigorre
- 2003-2005 :  Lattes Montpellier Agglomération Basket

## Palmarès

### Club
compétitions internationales 
- Finaliste de la coupe Ronchetti 2003

 compétitions nationales 
- Vice-championne de France 2003

### Sélection nationale
jeux olympiques d'été
- 5e aux jeux Olympiques de 2000 à Sydney,  Australie

Championnat du monde
- 8e du Championnat du monde 2002,  Chine

Championnat d'Europe
- Médaille d'or du Championnat d'Europe 2001 au Mans,  France
- 5e du Championnat d'Europe 2003,  Grèce

Autres
- Début en Équipe de France le 25 novembre 1999 à Bialoleka contre la Pologne
- Dernière sélection le 28 septembre 2003 à Patras contre la Belgique